# 薩納拉特
薩納拉特是危地馬拉的城鎮，由普羅格雷索省負責管轄，位於該國東部，距離首都危地馬拉市55公里，面積273平方公里，海拔高度803米，2002年人口33,025。
14°47′42″N 90°11′32″W / 14.795°N 90.1922°W